# 土屋潤二
土屋 潤二（つちや じゅんじ、1969年8月18日 - ）は、東京都出身のメディカルトレーナー、サッカー指導者。一般社団法人 日本オランダ徒手療法協会代表理事、筑波大学客員研究員。

## 来歴

### 留学前
筑波大学卒業後、同大学大学院へ進学。体力トレーニングを専攻し修士課程を修了。当時、まだ日本サッカー界にはフィジカルコーチという専門家もおらず、サッカーのための体力トレーニングについてのノウハウは皆無であった。1993年、サッカーのプロリーグ『Jリーグ』がスタート。その前年、2012年より、西嶋尚彦教授らが発起人になり、数々のJクラブで活躍する「菅野淳氏（日本サッカー協会　フィジカルフィットネスプロジェクトリーダー）」や日本人初のフィジカルコーチとなる「川俣則幸氏（後に日本サッカー協会での日本のGK指導を牽引する一人となる）」、選手あがりでJクラブだけでなく海外での実績も積んでいく「池田誠剛氏」…らとともに『フィジカルコーチの勉強会』で明日の日本サッカーのフィジカルについてコンセプトを作りはじめる。その勉強会の傍ら、筑波大学蹴球部のフィジカルコーチおよび日立国分男子バレーボール部のコンディショニングコーチとして経験を積む。

### ドイツ時代
ドイツ体育大学ケルンでも体力トレーニングを専攻。その傍らドイツサッカー協会B級指導者ライセンスを取得。ドイツ滞在後半、当時隣国オランダで膝の手術とリハビリをしている小倉隆史と出会ったことがきっかけとなり、スポーツ医療を学びことを決断し、ドイツからオランダへ、体力トレーニングからスポーツ医療へと進路変更を決意。

### オランダ時代
2003年、オランダの国家医療資格である理学療法士（PT）の資格を取得。卒後コースである、SOMT大学院大学へ進学。2007年、オランダで日本人初の国家医療資格であるマニュアルセラピー（オランダ徒手療法）の資格を取得。オランダサッカー協会スポーツメディカルセンターなどで研修を積んだ後、フェイエノールトで多くの選手のコンディションをサポートする経験をした。在籍中、小野伸二が移籍してきた2001-02シーズンでは、UEFAカップ決勝でボルシア・ドルトムントを破り優勝。

### 帰国後
13年に及ぶオランダ、ドイツ滞在を終え、帰国後は名古屋グランパス、横浜F・マリノスでメディカルスタッフを務めた。
2010年からは大学の後輩に当たる望月重良氏が立ち上げたSC相模原のフィジカルコーチとしてチームをサポート。2012年、木村哲昌監督の下、第36回全国地域サッカーリーグ決勝大会で優勝し、SC相模原はJLFに昇格を果たす。翌2014年、JFLリーグ戦で18チーム中3位（18勝7分9敗の勝点61）でJ3入りに貢献。
またオランダにて実務で身につけてきた高度な技能を日本で広く普及させる目的で、2012年、『日本オランダ徒手療法協会』を設立。
2017年に、元清水エスパルスのゼムノビッチ・ズドラヴコ監督率いるVonds市原のフィジカルコーチに就任。全国地域サッカーチャンピオンズリーグ2017決勝ラウンドに進むも、3位でJFL昇格を逃す。
2020年、FC岐阜トップチームでフィットネスダイレクターを務める。同シーズンをもって退任。

## 所属クラブ
- 東京都立西高等学校
- 1988年 - 1992年 筑波大学
- 1992年 - 1994年  ジョイフル本田サッカー部
- 1996年 - 1998年  SVポルツ
- 1999年 - 2001年  VVステレンバイク
- 2005年 - 2007年  DHZ

## 指導歴
- 1991年 - 1994年 筑波大学蹴球部 フィジカルコーチ
- 1992年 - 1994年  日立国分バレーボール部 コンディショニングコーチ
- 2000年 - 2001年  VVステレンバイク トレーナー
- 2003年 - 2004年  テニスクラブ・ネックスラッハ 理学療法士
- 2003年 - 2007年  フェイエノールト
- 2008年  名古屋グランパス メディカルスタッフ
- 2009年  横浜F・マリノス メディカルスタッフ
- 2010年 - 2010年  女子フィールドホッケー日本代表トレーニングコーチ
- 2010年 - 2014年  SC相模原 フィジカルコーチ
- 2014年 - 現在 筑波大学アスリートラボ　客員研究員
- 2017年 - 2018年　ボンズ市原　フィジカルコーチ
- 2020年  FC岐阜　フィットネスダイレクター

## 関連情報

### 書籍
- 『サッカーがうまくなる身体コーチング―「美しい動作」×「戦術」=「世界で戦えるパフォーマンス」』ベースボール・マガジン社、2012年。ISBN 978-4583618371。